# Карлос Пачаме
Карлос Пачаме (Фортин Олаварија, 25. фебруар 1944) је аргентински фудбалски тренер и бивши фудбалер.

## Репрезентација
За репрезентацију Аргентине дебитовао је 1967. године. За национални тим одиграо је 9 утакмица.

## Статистика
| Аргентина | Аргентина | Аргентина |
| Год.      | Ута.      | Гол.      |
| --------- | --------- | --------- |
| 1967      | 4         | 0         |
| 1968      | 0         | 0         |
| 1969      | 5         | 0         |
| Укупно    | 9         | 0         |